# Bayram Khan
Bayram Khān (in urdu: ﺑﻴﺮﻢ ﺧﺎﻥ; Badakhshan, 18 gennaio 1501 – Patan, 31 gennaio 1561) fu un importante capo militare e successivamente comandante in capo dell'esercito Mughal.
Fu un potente uomo di Stato, tutore ed educatore dei due Imperatori Mughal Humāyūn e Akbar, nonché Reggente per conto dell'Imperatore Akbar. Sua moglie era Salima Sultan Begum, nipote dell'imperatore Babur (padre di Humayun), che dopo la sua morte sposò proprio Akbar, mentre sua nipote Jana, nata da suo figlio di primo letto Abdurrahim Khan-i Khanan, sposò Daniyal Mirza, figlio dello stesso Akbar. Un altro nipote, Shahnawaz Khan, fu invece padre di Izzunnissa Begum, terza consorte dell'imperatore Shah Jahan.
Fu anche consigliere principale di Akbar, che ne apprezzò sempre l'affidabilità e la fedeltà.
Humāyūn lo insignì del titolo onorifico di Khān-i Khānan ("Signore dei Signori").
Bayram era inizialmente chiamato Bayram Beg, ma poi fu chiamato 'Kha', ossia Khān.
Il fine che sempre perseguì fu quello del rafforzamento dell'autorità mughal in India.
Gli sono attribuiti due divan, uno lingua persiana e l'altro in lingua chagatai.

### Fonti principali
- N.H. Ansari, «BAYRAM KHAN», in Encyclopaedia Iranica, Vol. IV, Fasc. 1, 1989,  pp. 3-5.
- Annemarie Schimmel, Islam in the Indian Subcontinent, BRILL, 1980, ISBN 978-90-04-06117-0.

### In inglese
- Singh, Damodar (2003), Khan-i-Khanan Bairam Khan: a political biography, Patna, India, Janaki Prakashan,OCLC 54054058
- Shashi, Shyam Singh (1999), Bairam Khan: soldier and administrator (Series Encyclopaedia Indica volume 58) New Delhi, India, Anmol Publishing OCLC 247186335
- Pandey, Ram Kishore (1998), Life and achievements of Muhammad Bairam Khan Turkoman, Bareilly, India, Prakash Book Depot,  OCLC 5007653.
- Ray, Sukumar (1992), Bairam Khan, Karachi, Pakistan, Institute of Central and West Asian Studies, University of Karachi  OCLC 29564939.

### In Hindi
- Agravāla, Sushamā Devī (1994), Bairamakhām̐ aura usake vaṃśaja kā Mugala sāmrājya meṃ yogadāna, New Delhi, India, Rāmānanda Vidyā Bhavana OCLC 34118191. ("Mogul nobleman, to the Mogul Empire")
- Devīprasāda, Munśī (2001), Khānakhānā nāmā Pratibhā Pratishṭhāna, New Delhi, India, ISBN 81-85827-89-3. (On the life and achievements of Bairam Khan, 1524?-1561, ruler in the Mogul Empire and Khane Khana Abdul Rahim Khan, 1556–1627, poeta Braj)

### In Bengali
- Humayun Ahmed (2011), Badsha Namdar, Dhaka, Bangladesh, ISBN 978-984-502-017-6